# Handel kobietami
Zjawisko handlu kobietami dotyczy przede wszystkim ich wykorzystania w domach publicznych.
Kobiety będące ofiarami zazwyczaj są wywożone z krajów pochodzenia, a następnie zmuszane do pracy w agencjach towarzyskich lub domach publicznych. Sprawcy przy wyborze ofiary kierują się przede wszystkim upodobaniami osób, które zlecają rekrutację kobiet. Najbardziej narażone są kobiety będące w trudnej sytuacji materialnej, rodzinnej. Powszechną metodą rekrutacji jest ogłaszanie ofert pracy, często niewymagającej doświadczenia i znajomości języka. Kobiety mogą więc nieświadomie paść ofiarami handlu wierząc, że wyjazd za granicę oznacza zatrudnienie w oferowanej branży. Dopiero na miejscu zdają sobie sprawę, że cel wyjazdu był odmienny. Wtedy bardzo często dochodzi do przemocy wobec kobiet – ofiar, pozbawianie ich wolności, odurzanie.

## Historia
Społeczność międzynarodowa na początku XX wieku, przy podpisywaniu pierwszych międzynarodowych porozumień dotyczących handlu ludźmi nie skupiała się na perspektywie rozróżniania płci czy dyskryminacji ze względu na płeć. Pierwsze umowy kładły nacisk przede wszystkim na ogólnie pojęte zjawisko handlu ludźmi w celu zwalczania i zapobiegania temu zjawisku. Z biegiem czasu zaczęto dostrzegać potrzebę uwzględnienia prawa ofiar. W latach 80. XX wieku zauważono, że organy wymiaru sprawiedliwości nie podchodzą w taki sam sposób do przestępstw, w których ofiarami są w większości kobiety jak do przestępstw innego typu. Taki stan rzeczy może być spowodowany tym, że przez wiele wieków utrzymywało się wśród ludzi przeświadczenie o przewadze mężczyzn nad kobietami oraz ich większe prawa, które to prawa w powszechnym przekonaniu nie mogły przysługiwać kobietom. Jako przykład można przedstawić obszar związany z przemocą mężczyzn wobec kobiet, co nie było traktowane jako przestępstwo. Na z reguły łagodniejsze traktowanie sprawców przestępstw na kobietach ma także wpływ rozpowszechniony pogląd, że kobieta będąca ofiarą gwałtu czy przemocy jest w jakiejś części winna tym przestępstwom.

## Przyczyny zjawiska
Czynniki, które sprzyjają przestępstwu, jakim jest handel ludźmi, w szczególności kobietami, można podzielić na trzy grupy:
- polityczno-społeczne – handel kobietami stanowi dla sprawców atrakcyjny sposób na zarobek na przykład w porównaniu do handlu bronią; fakt, że wykrywalność tych przestępstw jest znikoma i niskie wyroki dla sprawców nie stanowią czynnika odstraszającego. Przy czynnikach społecznych należy wskazać, że w wielu krajach społeczeństwo potępia kobiety prostytuujące się, i jednocześnie nie odnosi się w sposób negatywny do mężczyzn korzystających z usług seksualnych, które są przez te kobiety świadczone;
- socjalne – ofiarami są w dużej mierze kobiety, które pochodzą z rodzin borykających się z takimi problemami, jak alkoholizm;
- ekonomiczne – kobiety, które decydują się na wyjazd z kraju w celu polepszenia swojego statusu majątkowego; fakt zbyt małych możliwości podjęcia zatrudnienia w kraju kobiet bez wykształcenia również nie pozostaje bez znaczenia[1].

Skala zjawiska handlu kobietami ma charakter globalny. Można zatem wskazać:
- kraje, z których pochodzą ofiary, do których należą przede wszystkim Chiny, Tajlandia, Nigeria, Brazylia, Polska, Mołdawia, Albania, Ukraina;
- kraje tranzytowe, np. Grecja, Czechy, Estonia;
- kraje docelowe takie jak Włochy, Niemcy, Stany Zjednoczone, Japonia, Arabia Saudyjska.

W przypadku niektórych państw kobiety są z nich zarówno wywożone, jak i przywożone w celu wykorzystywania. Przykładem takiego państwa mogą być Indie.

## Przeciwdziałanie
W celu przeciwdziałania zjawisku handlu ludźmi, w szczególności kobietami i dziećmi powstało wiele projektów, inicjatyw oraz dokumentów międzynarodowych traktujących o handlu kobietami.
Caritas Europa jest twórcą projektu COANET (Catholic Organizations against Trafficking in Women) z 2001 roku. Jego założeniem jest współdziałanie organizacji z różnych państw, działających przeciwko zjawisku, jakim jest handel kobietami. Cele te są realizowane przede wszystkim przez Caritas znajdujący się na terenie poszczególnych państw. Podejmowane coraz to nowsze przedsięwzięcia powodują, że kobiety będące ofiarami mogą mieć w niektórych europejskich krajach dostęp do porad prawnych, zakwaterowania, opiekę medyczną, tworzone są również schroniska dla ofiar handlu.

## Umowy międzynarodowe
Dla zwalczania zjawiska handlu kobietami największe znaczenie mają takie umowy międzynarodowe jak:
- Konwencja w sprawie zwalczania handlu ludźmi i eksploatacji prostytucji (1949)
- Konwencja w sprawie likwidacji wszelkich form dyskryminacji kobiet (1979)
- Konwencja Nr 182 MOP z 17 czerwca 1999 r. o zakazie najgorszych rodzajów pracy dzieci, takich jak prostytucja dziecięca[4]
- Protokół o zapobieganiu, zwalczaniu oraz karaniu za handel ludźmi, w szczególności kobietami i dziećmi, uzupełniający Konwencję Narodów Zjednoczonych przeciwko międzynarodowej przestępczości zorganizowanej[5], przyjęty przez Zgromadzenie Ogólne Narodów Zjednoczonych 15 listopada 2000 roku[6][2].
- Konwencja Rady Europy w sprawie działań przeciwko handlowi ludźmi sporządzona w Warszawie 16 maja 2005 r.[7]